# Tunsjön (Ådals-Lidens socken, Ångermanland)
Tunsjön är en sjö i Sollefteå kommun i Ångermanland och ingår i Ångermanälvens huvudavrinningsområde. Sjön har en area på 0,427 kvadratkilometer och ligger 232,2 meter över havet. Sjön avvattnas av vattendraget Gröningsån.

## Delavrinningsområde
Tunsjön ingår i det delavrinningsområde (703483-154498) som SMHI kallar för Inloppet i Salsjön. Medelhöjden är 274 meter över havet och ytan är 24,75 kvadratkilometer. Det finns inga avrinningsområden uppströms utan avrinningsområdet är högsta punkten. Gröningsån som avvattnar avrinningsområdet har biflödesordning 3, vilket innebär att vattnet flödar genom totalt 3 vattendrag innan det når havet efter 98 kilometer. Avrinningsområdet består mestadels av skog (87 procent). Avrinningsområdet har 0,43 kvadratkilometer vattenytor vilket ger det en sjöprocent på 1,7 procent.